# Campionato italiano di pugilato professionisti maschile dei pesi supergallo
Il Campionato italiano di pugilato pesi supergallo organizzato dalla FPI, è la massima competizione pugilistica in Italia riservata ai pugili professionisti il cui peso è compreso tra 53,524 e 55,338 kg. Gli atleti vincitori si fregiano del titolo di campione d'Italia dei pesi supergallo.

La prima edizione si svolse a Castrovillari il 30 gennaio 1998, quando Alessandro Di Meco sconfisse Francesco Pastore ai punti sulle 10 riprese.

## Albo d'oro pesi supergallo
| Ed. | Data       | Luogo                 | Campione d'Italia   | Verdetto   | Sfidante              |
| --- | ---------- | --------------------- | ------------------- | ---------- | --------------------- |
| 1   | 30/01/1998 | Castrovillari         | Alessandro Di Meco  | PT 10      | Francesco Pastore     |
| 2   | 02/07/1998 | Afragola              | Vincenzo Gigliotti  | KOT (GS) 2 | Alessandro Di Meco    |
| 3   | 18/03/1999 | Toscolano Maderno     | Vincenzo Gigliotti  | KOT (GS) 8 | Marcello Calabrese    |
| 4   | 24/06/1999 | Bolzano               | Vincenzo Gigliotti  | KOT (IM) 5 | Angelo Iodice         |
| 5   | 18/12/1999 | Porto Torres          | Vincenzo Gigliotti  | KOT 7      | Angelo Iodice         |
| 6   | 22/03/2002 | Toscolano Maderno     | Vincenzo Gigliotti  | KOT 9      | Francesco D'Arcangelo |
| 7   | 17/03/2006 | Grosseto              | Fausto Bartolozzi   | PT 10      | Massimo Morra         |
| 8   | 17/11/2007 | Grosseto              | Fausto Bartolozzi   | PT 10      | David Chianella       |
| 9   | 30/03/2007 | Villafranca Lunigiana | Fausto Bartolozzi   | PT 10      | Emiliano Salvini      |
| 10  | 15/12/2007 | Santa Marinella       | Massimo Morra       | PT 10      | Emiliano Salvini      |
| 11  | 11/07/2009 | Sequals               | Massimo Deidda      | PT 10 (UD) | Ciro Pariso           |
| 12  | 07/05/2010 | Terni                 | Massimo Deidda      | KOT 10     | David Chianella       |
| 13  | 10/06/2011 | Sonnino               | Giuseppe Di Micco   | PT 10 (SD) | Daniele Limone        |
| 14  | 08/02/2013 | Isola del Liri        | Michele Crudetti    | PT 5       | Fabrizio Trotta       |
| 15  | 09/08/2013 | Pontinia              | Michele Crudetti    | PARI 10    | Emiliano Salvini      |
| 16  | 20/12/2013 | Castelliri            | Giodi Scala         | PT 10      | Pio Antonio Nettuno   |
| 17  | 27/06/2014 | Frosinone             | Emiliano Salvini    | PT 10      | Giodi Scala           |
| 18  | 17/04/2015 | Ostia                 | Emiliano Salvini    | PT 10      | Michele Crudetti      |
| 19  | 08/08/2015 | Gatteo a Mare         | Vittorio Parrinello | PT 5       | Daniele Limone        |
| 20  | 18/03/2016 | Vicenza               | Vittorio Parrinello | PT 10      | Luca Rigoldi          |
| 21  | 10/12/2016 | Montichiari           | Luca Rigoldi        | PT 10      | Iuliano Gallo         |